# Tjärnesjön (Okome socken, Halland)
Tjärnesjön är en sjö i Falkenbergs kommun i Halland och ingår i Ätrans huvudavrinningsområde.